# ヨヴァン・ハッジ

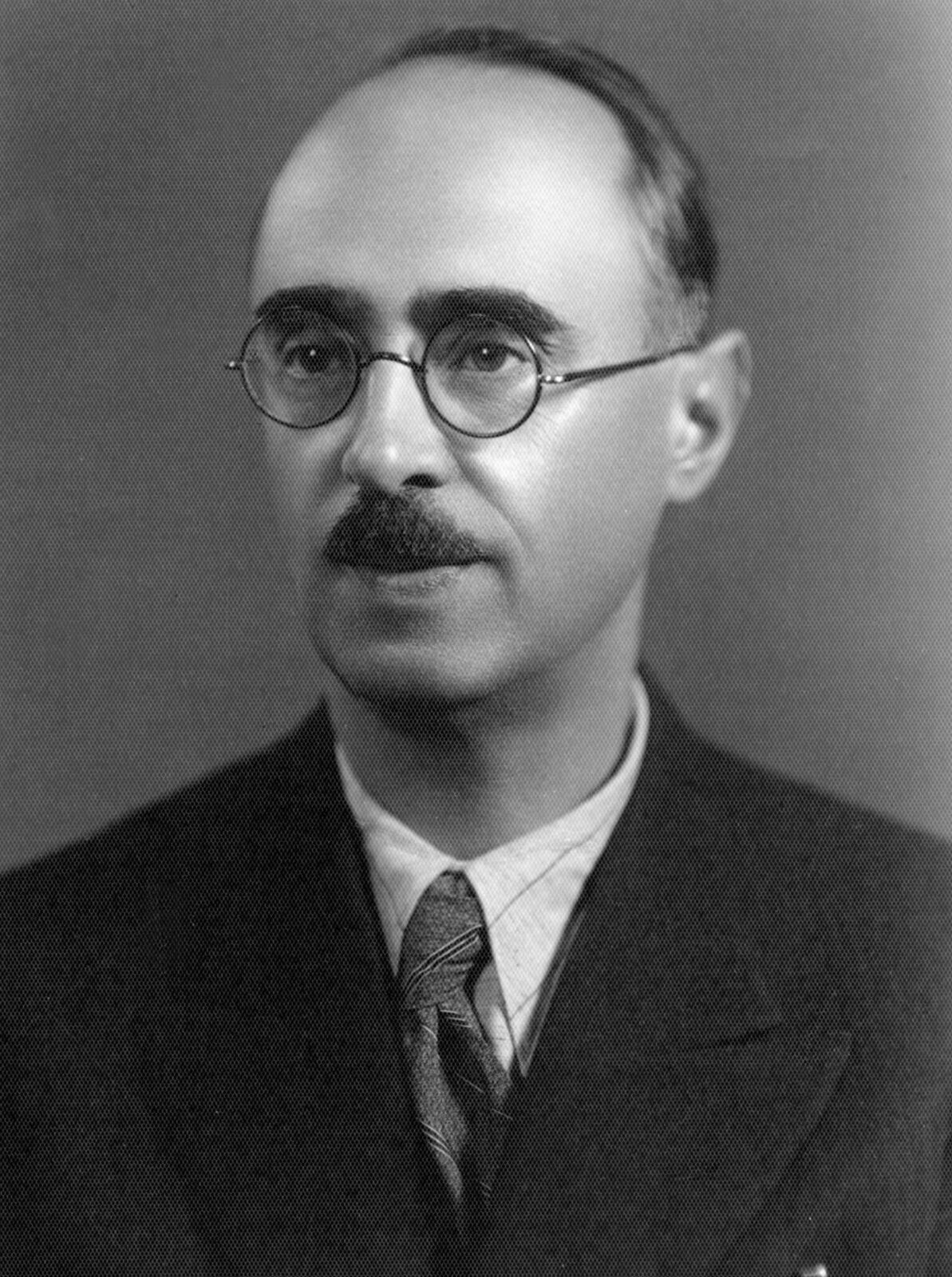
ヨヴァン・ハッジ

ヨヴァン・ハッジ（Jovan Hadži, 1884年11月22日 - 1972年12月11日）は、スロベニアの動物学者。現ルーマニアのティミショアラ出身。
ハッジの職歴はザグレブで始まった。1920年にハッジはリュブリャナへ移り、リュブリャナ大学に新設された動物学部の長となった。1938年、スロベニア芸術科学アカデミー (SASA) の正会員となる。1951年から1972年まではSASAの生物学会の代表者を務めた。

## 業績
ハッジの動物相研究は、洞窟や山岳地帯における無脊椎動物を中心としている。ハッジは100以上の新しい種・属を発見している。ハッジは活動的な洞窟探検家でもあり、1927年から1945年にかけてはスロベニア洞窟探検協会 (Društvo za raziskovanje jam Slovenije) の会長を務めた。
動物学への貢献により、ハッジは1956年にプレシェーレン賞を与えられた。1969年にはリュブリャナ大学から名誉博士号を贈られた。1972年、リュブリャナで死去した。

### 分類学
かつてハッジの名がよく知られていたのは、（おそらくは）動物の進化に関するその独自の理論によってであろう。ハッジの分類体系では、動物界は以下の6つの綱に分けられた。原生動物 (Protozoa) 、側生動物 (Parazoa)、無節動物（"Ameria"：体節を持たない動物）、少節動物（"Oligomeria"：2・3の体節を持つ動物）、多節動物（"Polymeria"：多くの体節を持つ動物）、そして脊椎動物 (Chordata) である。ハッジが分類において重視した数々の形質は、同時代の主流研究者たちからは重視されず、ハッジの分類体系は受け容れられなかった。とはいえ、その単純さにより、ハッジの分類体系は旧ユーゴスラビアの科学教育においては広く用いられた。

### 系統論
そのほか、ハッジの主要な研究としては、後生動物の起源に関する理論がある。ハッジは、最初の多細胞動物は現生の扁形動物と似た動物であり、それは多核の繊毛虫の細胞核が細胞膜で分けられる進化により生じた、と唱えた。これは構造の類似を重視した理論であるが、他の重要な特徴を軽視しており、一般には受け容れられなかった。詳細は繊毛虫類起源説を参照。